# Cookeolus japonicus
Cookeolus japonicus är en fiskart som först beskrevs av Cuvier 1829.  Cookeolus japonicus ingår i släktet Cookeolus och familjen Priacanthidae. Inga underarter finns listade i Catalogue of Life.